# Myscelia ethusa
Myscelia ethusa is een vlinder uit de familie Nymphalidae, onderfamilie Biblidinae.

## Beschrijving
De spanwijdte varieert van 64 tot 76 millimeter. De bovenzijde van de vleugels is zwart met iriserende blauwe banen. Aan de buitenrand van de voorvleugels, en met name bij de afgestompte apex, bevinden zich witte stippen.
De soort komt voor in Midden-Amerika. In de Verenigde Staten worden soms zwervers waargenomen.
Als waardplanten worden soorten uit het geslacht Dalechampia (Euphorbiaceae) gebruikt. De volwassen vlinders eten van rottend fruit.

## Ondersoorten
De volgende ondersoorten worden onderscheiden:
- M. e. ethusa (nominale ondersoort) in Mexico
- M. e. chiapensis  Jenkins, 1984 in Mexico
- M. e. cyanecula C. & R. Felder, 1867 in Mexico
- M. e. pattenia  Butler & Druce, 1872 in Guatemala en Costa Rica

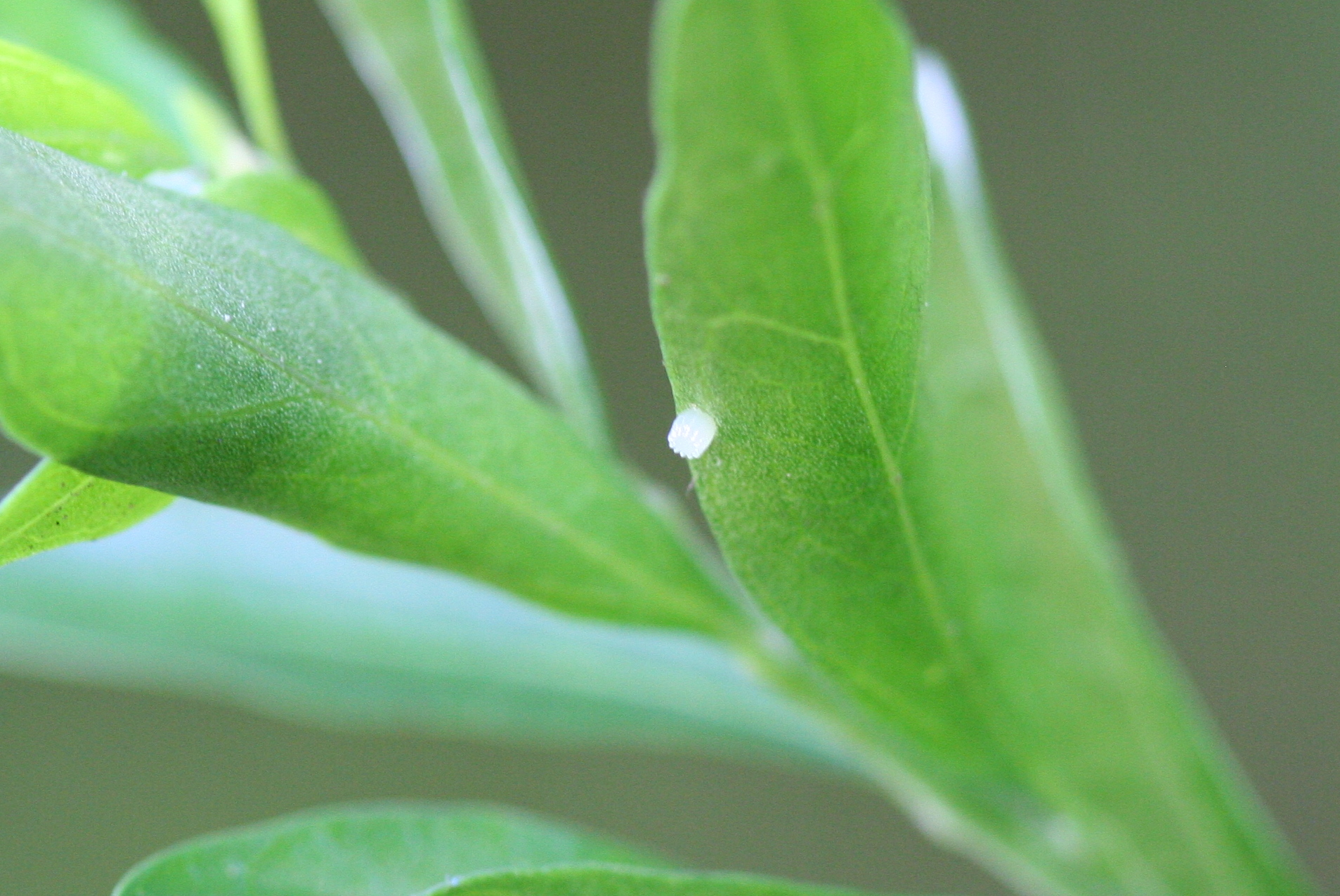
Ei
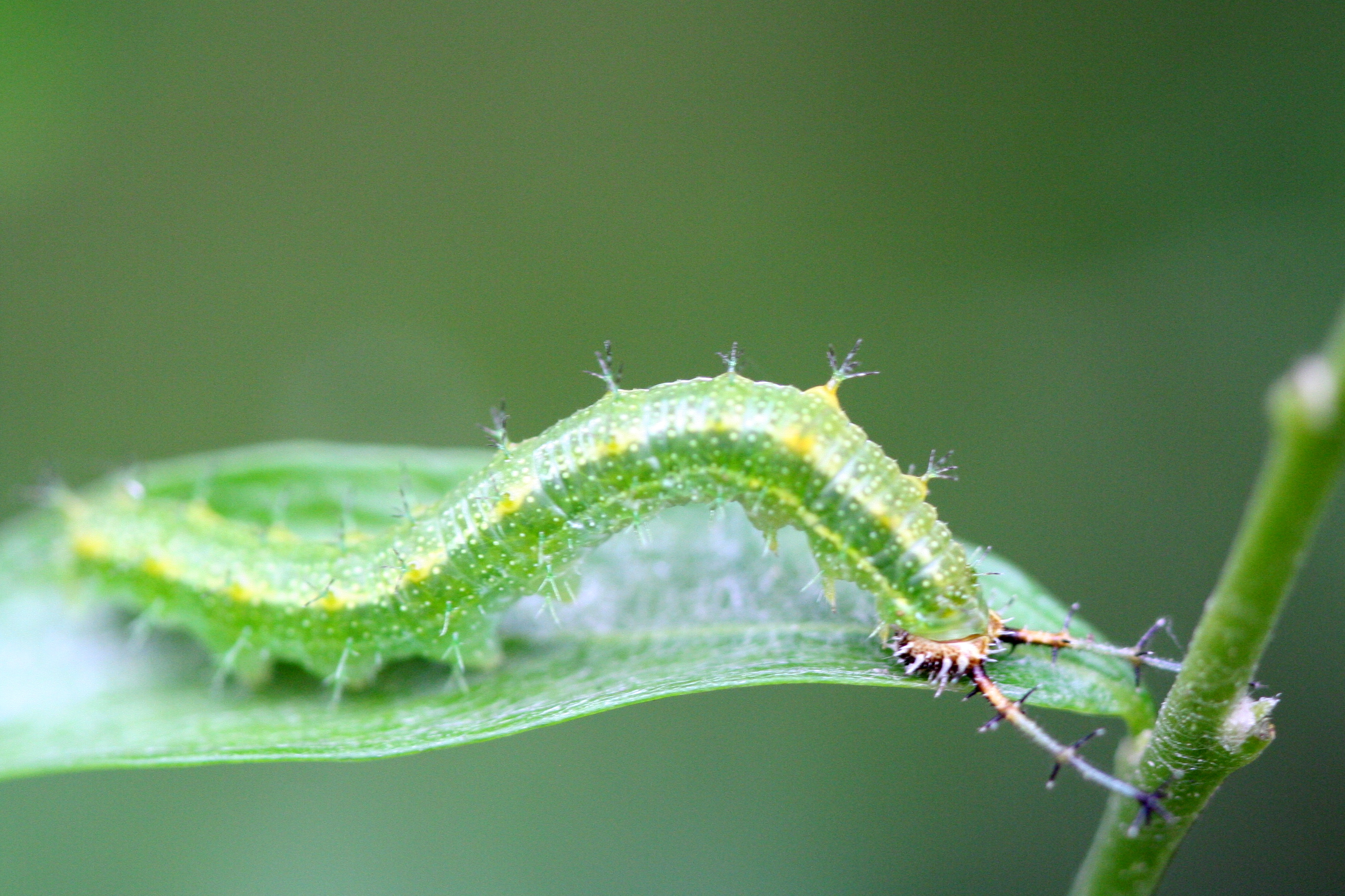
Rups